# الیستن (استرالیای جنوبی)
الیستن (به انگلیسی: Elliston) یک شهرک در استرالیا است که در استرالیای جنوبی واقع شده‌است.